# Alchornea acutifolia
Alchornea acutifolia är en törelväxtart som beskrevs av Johannes Müller Argoviensis. Alchornea acutifolia ingår i släktet Alchornea och familjen törelväxter. Inga underarter finns listade i Catalogue of Life.